# Electric (canção)
"Electric" é uma canção do cantor e drag queen brasileiro Fontana. A canção foi lançada para download digital e streaming através da Capitol Records em 9 de setembro de 2016.

## Lançamento e promoção
A divulgação do single começou depois de Fontana participar do Idol Revanschen, da TV4, onde consagrou-se campeão da temporada. Depois de participar do talent show, Fontana assinou com a gravadora Capitol Records e lançou o single juntamente com um videoclipe. "Electric" foi lançada para download digital e streaming em 9 de setembro de 2016.

## Apresentações ao vivo
Em 9 de fevereiro de 2018, Fontana performou a canção no Talang.

## Faixas e formatos
| Download digital / streaming |            |         |  |
| N.º                          | Título     | Duração |  |
| 1.                           | "Electric" | 3:12    |  |

## Histórico de lançamento
| Região | Data                  | Formato(s)                 | Gravadora(s)    | Ref.  |
| ------ | --------------------- | -------------------------- | --------------- | ----- |
| Várias | 9 de setembro de 2016 | Download digital streaming | Capitol Records | [ 4 ] |